# Château de Widoye
Le château de Widoye (en néerlandais : Kasteel van Widooie) est un château à Widoye, section de la commune belge de Tongres-Looz dans la province du Limbourg. Le château est situé sur la Kasteelweg, c'est-à-dire la voie du château en français. Le château est situé à l'ouest du centre du village près de la source du Mombeek. 
Le château de Widoye est une ferme-château qui forme une unité fermée composée de quatre ailes autour d'une cour rectangulaire. Il est en partie pourvu de douves et est entouré d'un parc au sud et de prairies des autres côtés.

## Bâtiments
Le bâtiment principal se compose de trois parties; la guérite, la maison et le complexe d'étables. La guérite dans l'aile ouest a deux étages et est construite en brique. Le bâtiment est couvert par un toit à pignon et est équipé de bandes d'angle, de bandes d'étage et de cadres de fenêtres en pierre de marne ainsi que d'ancrages muraux enroulés pour décorer la façade. Dans le niveau inférieur inférieure du bâtiment, il y a une porte en arc en panier avec un cadre rectangulaire en calcaire. Les armoiries de Richard Vaes sont également sculptées dans du calcaire au-dessus du portail, cette effigie date de 1662. 
La maison est située côté sud. Le bâtiment en brique a deux étages et a neuf baies. Cette aile est recouverte d'un toit à pignon, mais au dessus de la baie adjacente à la tour d'angle ouest se trouve un toit en croupe. Comme pour la guérite, des bandes d'angle, des bandes d'étage et les cadres de fenêtres sont en pierre de marne. Il y a également des ancrages muraux enroulés qui sont utilisés pour décorer la façade. L'apparence de la maison est le résultat d'aménagements en profondeur au XVIIIe siècle. 
La tour d'angle carrée fait la connexion de la guérite et la maison. Elle a trois étages et est couverte par un chatior couronné d'un clocheton à quatre côtés. 
Les étables se composent de deux bâtiments situés sur les côtés est et nord du complexe. L'aile nord est une grange transversale du XVIIe siècle construite en brique et couverte d'un toit à pignon dont la paroi latérale se rétrécit progressivement vers le haut. L'aile est est également un bâtiment en brique avec un toit à pignon. Les deux ailes datent du XVIIe siècle.

## Histoire et propriétaires
En 1559, le château de Widoye est donné en bail par l'abbé Charles Ier de Bourbon de l'abbaye de Corbie à Godfried van Bocholt, seigneur de Grevenbroek. En 1588, le château appartient à Hendrik Vaes. Après la Révolution française, en 1816, le château change de propriétaire. Il sera la propriété de plusieurs familles, comme les familles Grisard, Blochaise, De Coen, Van Aken et de Schaetzen. Historiquement, le château de Widoye est fortement lié au château voisin de Terhove.